# Pimpla thoracica
Pimpla thoracica là một loài tò vò trong họ Ichneumonidae.